# Museo di letteratura moderna
Il Museo di letteratura moderna (in tedesco Literaturmuseum der Moderne o abbreviato con l'acronimo di LiMo) è un museo situato a Marbach am Neckar, in Germania, facente parte dell'Archivio della letteratura tedesca (Deutsches Literaturarchiv), la cui sede è stata progettata da David Chipperfield. 

## Storia
Marbach, città natale di Friedrich Schiller, ospitava già il Museo Nazionale Schiller, costruito nel 1903, e l'Archivio della Letteratura Tedesca, costruito negli anni settanta del XX secolo.
Nel 2001, la società tedesca Schiller bandì un concorso per la costruzione del museo. Il vincitore fu David Chipperfield e il museo venne inaugurato nel settembre 2006. È stato realizzato con un costo di 10 milioni di euro dall'impresa Leonard Weiss GmbH insieme alla IGB Ingenieurgruppe Bauen per la parte di ingegneria strutturale e lo studio Wenzel + Wenzel Freie Architekten come architetto esecutivo.
Il museo ha vinto il premio di architettura Stirling Prize nel 2007.

## Sede
Il museo sorge su un altopiano roccioso nel parco panoramico di Marbach, affacciato sulla valle del fiume Neckar, e risponde a una doppia condizione: la creazione di uno spazio per la presentazione di una vasta gamma di documenti in possesso dell'Archivio Letterario Tedesco e la creazione di un palcoscenico per la letteratura e gli eventi correlati.
L'edificio si integra con la topografia del sito, presentando altezze variabili a seconda del punto di osservazione. La morfologia del terreno ha influenzato la configurazione del museo: le terrazze sfruttano la pendenza per generare una sequenza di spazi distinti, con un ingresso ombreggiato rivolto verso il Museo Nazionale Schiller e spazi a gradoni più aperti e monumentali orientati verso la valle sottostante.
Nel caso del LiMo, l'edificio colma la mancanza di una terza facciata, andando a formare la piazza stessa. Il Museo Schiller è al centro e funge da asse di simmetria tra il nuovo museo e l'archivio esistente. Così, Chipperfield, chiude il vuoto sul lato destro del museo già presente, trasformando lo spazio aperto in una vera e propria piazza, delimitata su tre lati.
L'accesso al museo avviene attraverso un padiglione situato sulla terrazza superiore, realizzata in pietra naturale. I bordi della terrazza sono progettati come sedute panoramiche affacciate sulla valle del Neckar.
Il padiglione, perimetrato da una loggia con colonnato, combina materiali quali vetro, legno tropicale (ipe) e cemento, reinterpretando in chiave contemporanea l’archetipo del tempio classico. Le colonne, disposte secondo una griglia di 1250 mm e realizzate con pilastri 250x250 mm in calcestruzzo armato, sono in parte modulate per generare aperture e variazioni ritmiche, contribuendo a un'interazione visiva con il Museo Schiller.
L'ingresso, sovrastato da una lanterna rivestita in legno di ipe, introduce al foyer e alle scale interne che conducono agli spazi espositivi, posizionati sottoterra in un volume massivo in cemento faccia a vista con pavimentazioni in pietra calcarea e finiture in legno tropicale scuro.
L'area espositiva si estende su oltre 1.000 m² e comprende sei sale illuminate esclusivamente con luce artificiale a 50 lux per proteggere gli oggetti sensibili. Ogni sala è confinante con almeno uno spazio illuminato naturalmente, creando un equilibrio tra interiorità concentrata e apertura paesaggistica. Gli oggetti esposti sono documenti, manoscritti, prime edizioni, immagini, registrazioni audio e video, conservati in teche di vetro disposte come "scatole di luce". Il clima interno è mantenuto a 18 °C con umidità costante del 50%, condizioni essenziali per la conservazione della carta e dell'inchiostro.
Il cemento armato è il materiale principale dell’intervento, impiegato sia strutturalmente sia come elemento espressivo. Le superfici a vista sono arricchite con inerti calcarei, che conferiscono una texture materica distintiva. Elementi prefabbricati in calcestruzzo sabbiato, arricchiti con sabbie del Giurassico e frammenti di conchiglie, sono utilizzati per le facciate, con un effetto stratificato e geologico.
Il solaio, realizzato con travi in cemento armato a sbalzo, è completato internamente all'edificio da un strato impermeabilizzante, un isolamento termico di 80 mm, un massetto per il riscaldamento/raffrescamento da 65 mm e un letto di malta da 25 mm su strato in resina epossidica con rivestimento in sabbia di silice.
Le pareti sono state realizzate tramite cemento armato gettato in opera e rivestite a doghe irregolari in legno ipe che assicura isolamento acustico. Tra i due strati è presente una intercapedine ventilata che funge anche da spazio per gli impianti di 80 mm.
Le facciate dell'edificio sono realizzate con un'alternanza di vetrate e rivestimento in legno ipe. Le vetrate sono costituite da un telaio in legno lamellare fissato ai pilastri in calcestruzzo della struttura principale e costituite da vetro temperato all'interno e vetro di sicurezza stratificato all'esterno.
Il pavimento della loggia è costituito da una soletta in calcestruzzo armato da 240 mm, completato da vetro cellulare per le pendenze, guaina bituminosa, polistirene espanso per l'isolamento acustico, calcestruzzo drenate, letto di malta permeabile, tutto rivestito da lastre di calcare conchiglifero.
La copertura è costituita da una soletta di copertura in calcestruzzo armato, barriera al vapore, riempimento in perlite tra le travi rialzate, pannelli rigidi in polistirene sagomati per le pendenze e guaina bituminosa a due strati.
Dal punto di vista concettuale, il cemento riflette l’approccio tettonico dell’architettura di Chipperfield: rappresenta solidità, durata e contenimento. La massa scura del corpo ipogeo crea un contrasto visivo e simbolico con il padiglione superiore, più leggero e trasparente. Le colonne, anch’esse in cemento, non svolgono solo una funzione portante, ma contribuiscono alla composizione ritmica e visiva dell’insieme.
La progettazione si fonda su un uso consapevole dei materiali e sulla relazione con il contesto storico e naturale, contribuendo alla definizione di un’identità architettonica contemporanea e rispettosa della memoria culturale.

## Esposizioni
Il museo ospita un archivio e una collezione di letteratura del XX secolo, in particolare i manoscritti originali de "Il Processo" di Franz Kafka e di "Berlin Alexanderplatz" di Alfred Döblin.